# Podlesie (Samostrzałów)
Podlesie – przysiółek wsi Samostrzałów w Polsce, położony w województwie świętokrzyskim, w powiecie pińczowskim, w gminie Kije.
W latach 1975–1998 przysiółek administracyjnie należał do województwa kieleckiego.